# História da Copa do Mundo FIFA
A história da Copa do Mundo de Futebol da FIFA se iniciou em 1930, durante um congresso da entidade, quando Jules Rimet conseguiu a aprovação para criar um torneio internacional. A primeira competição ocorreu em 1930, tendo a participação de 13 equipes convidadas, tendo o Uruguai como país-sede e como campeão. Com o crescimento da competição, hoje é necessário passar por uma etapa classificatória de dois meses de duração, que conta com a participação de aproximadamente duzentas seleções de países, para participar do campeonato.

## Origem da competição

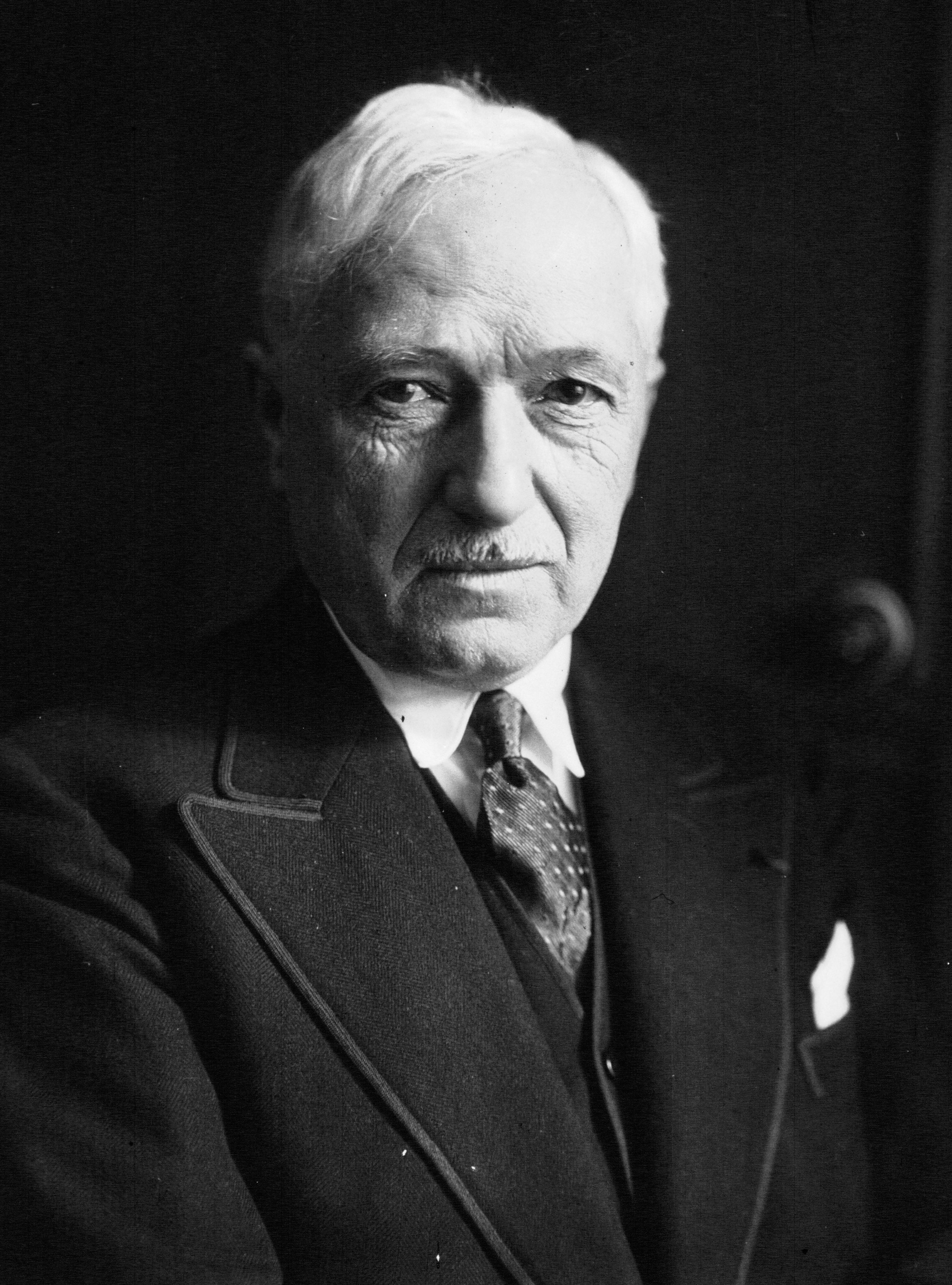
Jules Rimet convenceu as federações nacionais para criar a Copa do Mundo.

O projeto de organizar uma Copa do Mundo começa na criação da FIFA (Federação Internacional de Futebol Associado) em 21 de maio de 1904. A FIFA, entidade máxima do futebol, foi fundada em Paris, na França e tem sua sede em Zurique, Suíça. Em 1906, a primeira tentativa da edição, iniciada pelo líder neerlandês Carl Hirschmann estava prevista na Suíça, com quatro grupos de quatro seleções como uma primeira rodada haviam sido implementadas. Mas no final das confirmações de inscrição para os dezesseis países convidados, em 31 de agosto de 1905, nenhuma federação confirmou sua participação e o projeto, naquele momento, foi abandonado. Com o estabelecimento de um torneio de futebol olímpico no ano de 1908, Hirschmann queria prosseguir com o reconhecimento desse torneio olímpico como o campeonato mundial de futebol amador. A ideia foi validada no Congresso da FIFA em 1914, mas a Primeira Guerra Mundial bloqueou a iniciativa. Depois da Guerra, a FIFA mudou a sua atitude. Após a sua eleição como Presidente da FIFA, o francês Jules Rimet colocou tudo em vigor com o dirigente esportivo compatriota Henri Delaunay, para não mais reconhecer o torneio olímpico como o campeonato mundial de futebol amador, lutando para a criação de uma nova competição. Os Jogos Olímpicos de 1924 e 1928 puderam estabelecer um diálogo construtivo entre as formações da América do Sul e da Europa.
A Copa do Mundo pela FIFA proposta foi aprovada em uma conferência em Amsterdã, no dia 26 de maio de 1928, por vinte e cinco votos a favor e cinco contra, com uma abstenção. A organização da primeira Copa do Mundo foi então atribuída ao Uruguai no Congresso da FIFA, em Barcelona, 18 maio de 1929, para celebrar o centenário de sua independência, mas também porque a seleção havia sido campeã olímpica duas vezes, em 1924 e 1928.
O ritmo da Copa do Mundo é fixo, alternando com os Jogos Olímpicos. Na época da criação da Copa, quase todas as equipes tinham a mesma formação nos Jogos Olímpicos e na Copa do Mundo, porque eles tinham um estatuto de amador. No entanto, a competição foi rapidamente se tornando profissional. Se a Olimpíada era para amadores, a FIFA reconhecia a Copa e aceitava as equipes que optavam pelo profissionalismo. Até hoje em dia, aliás, os objetivos e os valores divergem, a Copa do Mundo é aberta para todos, profissionais e amadores. Muitos jogadores de futebol no mundo também, possuem dois empregos. É comum vermos atletas assim participando de Copas do Mundo juvenis, como sub-20 e sub-17.

## Primeira Copa do Mundo (1930)

Uruguai campeão em 1930.

A primeira edição da Copa do Mundo foi disputada no Uruguai, em Montevidéu, no ano de 1930. Apenas treze equipes nacionais reuniram-se nessa ocasião, sendo que somente quatro países europeus atravessaram o Oceano Atlântico de navio para competir o torneio. Bélgica, França e Romênia embarcaram num navio chamado "Conte Verde". A Iugoslávia, por sua vez, embarcou no "MS Flórida." Outros países europeus recusaram em participar na Copa por razões financeiras e administrativas. Jules Rimet foi mesmo forçado a realizar uma turnê da França para convencer as autoridades, jogadores e empregadores para que a França não perdesse o lugar de primeira reunião global. Todos os outros países eram do continente americano. Havia duas equipes da América do Norte: Estados Unidos e México. Os demais eram sul-americanos. As equipes da Argentina e do Uruguai, ambas invictas, jogaram a final. Os dois países vizinhos sempre foram rivais e muitos argentinos compareceram em grande número para assistir ao torneio. No entanto, a Celeste Olímpica, como ficou conhecida a seleção uruguaia após as conquistas das olimpíadas de 1924 e 1928, era a dona de casa e tinha uma grande vantagem por isso. O jogo ocorreu em 30 julho, no Estádio Centenário, que foi construído às pressas para o mundial. O Uruguai abriu o placar, mas a Argentina reagiu consecutivamente e marcou duas vezes para liderar por 2 a 1 até o final do primeiro tempo. No entanto, na volta do intervalo, a seleção da casa voltou muito bem para o segundo tempo e virou a partida para 4 a 2, conquistando a primeira Copa do Mundo da história.

## Domínio italiano (1934–1938)

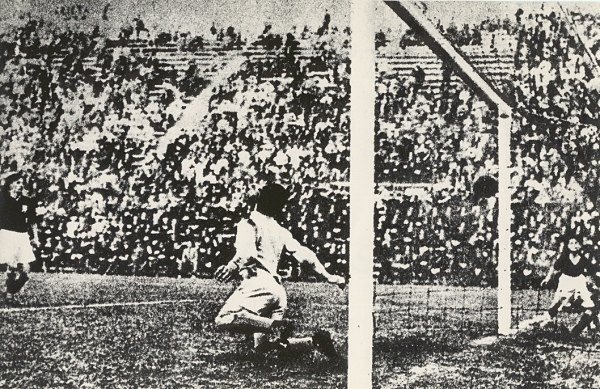
Angelo Schiavio marcando o gol do título do Mundial de 1934 para a seleção italiana.

A Itália participou pela primeira vez da história da Copa em um clima de crise econômica e de ascensão do fascismo na Europa. O atual campeão, o Uruguai, não participou da competição que reuniu trinta e duas nações, dezenove a mais do que na primeira edição. A Itália foi também o país-sede do torneio. A fase preliminar, as eliminatórias, foram implementadas para reduzir o número de equipes participantes para dezesseis. Treinada pelo técnico Vittorio Pozzo, a equipe italiana recebeu no Estádio Artemio Franchi, em Florença, a Espanha nas quartas de final. Depois de uma partida muito disputada, os dois times empataram por 1 a 1 e tiveram que repetir no dia seguinte o jogo para decidir a vaga na semifinal. O jogador argentino naturalizado italiano, Luis Monti, que havia jogado a final da primeira Copa do Mundo pela Argentina,[carece de fontes?] lesionou um jogador espanhol no início da partida. No segundo jogo, a Itália classificou-se ao vencer por 1 a 0 com um gol de Giuseppe Meazza, e assim pegaria a Áustria na fase seguinte. Contra os austríacos, a seleção italiana novamente venceu por 1 a 0 e se classificou para a final. Na outra semifinal, a Tchecoslováquia eliminou a Alemanha por 3 a 1. Na final da Copa, a Tchecoslováquia abriu o placar com Antonín Puč frente a Benito Mussolini e os muitos soldados presentes no Estádio do Partido Nacional Fascista, em Roma. Porém, cinco minutos depois, a Itália empatou a partida com Raimundo Orsi e levou o jogo para a prorrogação. Com cinco minutos de jogo na prorrogação, Angelo Schiavio deu a vitória de 2 a 1 aos italianos frente aos tchecos, na primeira Copa do Mundo disputada no continente europeu.
A organização da Copa do Mundo FIFA de 1938 foi confirmada para a França. Trinta e seis países participaram das eliminatórias, não envolvendo Inglaterra, Uruguai e Espanha. A última nação citada foi devastada pela guerra civil. A fase final foi jogada com quinze equipes, já que a Áustria desistiu de competir, porque estava ocupada pela Alemanha, por os Anschluss. Sendo assim, a Suécia, que seria adversária do país, avançou automaticamente para as quartas de final. Nas oitavas de final, Brasil e Polônia fizeram um jogo de onze gols em Estrasburgo, no qual a seleção brasileira precisou da prorrogação para ganhar dos poloneses por 6 a 5, já que o jogo nos 90 minutos tinha terminado 4 a 4. Leônidas marcou três vezes para o Brasil e Ernest Wilimowski quatro vezes para a Polônia. A partida seguinte da seleção brasileira, nas quartas de final, também foi destaque, mas agora pela violência. Contra a Tchecoslováquia, a partida se transformou em uma batalha geral, que terminou com três expulsões e cinco feridos. Com o placar terminado em 1 a 1, não houve prorrogação, mas sim, uma segunda partida, em que o Brasil derrotou os tchecos por 2 a 1, para então, pegar a atual campeã nas semifinais. A Itália, que havia passado por Noruega e França era favorita. E seu favoritismo foi concretizado com uma vitória por 2 a 1 e a vaga para a final estava assegurada. Na outra semifinal, a Hungria qualificou-se ao bater a Suécia pela goleada de 5 a 1. A final foi novamente vencida pelo time italiano, que bateu os húngaros por 4 a 2, com grande atuação de Silvio Piola e Gino Colaussi, que marcaram dois gols cada. A equipe de Vittorio Pozzo foi a primeira a vencer a competição duas vezes consecutivas.

## Interrupção e retorno da competição (1942–1950)
Em 1939, as federações da Alemanha, Brasil e Argentina se ofereceram para sediar a Copa do Mundo de 1942. O Presidente da FIFA, o francês Jules Rimet, viajou para a América do Sul para avaliar os projetos de Brasil e Argentina. Enquanto ele estava no Rio de Janeiro, as tropas alemãs atacaram a Polônia em 1º de setembro de 1939 e a Segunda Guerra Mundial começou. Os preparativos para a Copa do Mundo foram interrompidos antes da escolha do país anfitrião. Devido à Segunda Guerra, não houve Mundial em 1942 e 1946.

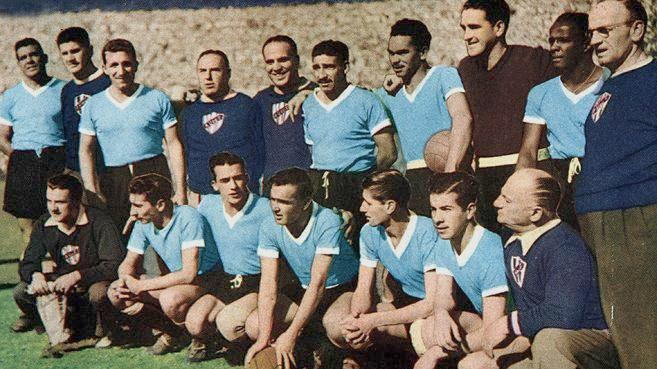
Uruguai campeão em 1950.

No Congresso na cidade de Luxemburgo, em 25 de julho de 1946, foi decidido que a quarta Copa do Mundo, em 1950, seria realizada no Brasil. Pela primeira vez na história da competição, a Inglaterra participou das eliminatórias, onde trinta e três países competiram. Por outro lado, muitas equipes nacionais não participaram da edição inaugural pós-guerra da Copa, como Áustria, Bélgica, Argentina, Peru e Equador, que desistiram de disputar as eliminatórias. No Estádio do Maracanã, construído para o evento, 150.000 espectadores se reuniram para assistir ao jogo decisivo do grupo 1 entre Brasil e Iugoslávia. Com uma vitória por 2 a 0, a seleção brasileira se qualificou para a fase final. Nos grupos 2, 3 e 4, classificaram-se Espanha, Suécia e Uruguai, respectivamente. O Uruguai aplicou uma goleada de 8 a 0 na Bolívia, sendo a maior da Copa de 1950 e uma das maiores de todas as Copas.

Jogo de inauguração do Estádio do Maracanã, pouco antes da Copa do Mundo de 1950. Arquivo Nacional.

Essa Copa do Mundo foi a única que não teve uma final. Na última fase, disputaram o título Brasil, Espanha, Suécia e Uruguai, que venceram seus grupos na primeira fase. Os brasileiros começaram a fase final excelentemente bem, goleando a Suécia por 7 a 1 e a Espanha por 6 a 1. Seu último adversário foi o Uruguai, que havia empatado com a Espanha e ganho da Suécia. As duas equipes se enfrentaram no Maracanã em 16 de julho de 1950, frente a quase 200.000 pessoas.[carece de fontes?] O Brasil precisava apenas de um empate, enquanto o Uruguai precisava vencer para ser declarado o vencedor da competição. A defesa uruguaia conteve a ofensiva brasileira que já havia marcado treze gols na fase final e o placar ficou 0 a 0 no primeiro tempo. No início do segundo período, o Brasil marcou com Friaça. Aos 21 minutos, Juan Alberto Schiaffino empatou para o Uruguai e aos 34, Alcides Ghiggia virou o jogo para a Celeste Olímpica. O Brasil perdeu a Copa do Mundo em casa, na maior decepção da história do futebol brasileiro. A equipe uruguaia foi campeã do mundo pela segunda vez. O artilheiro da competição foi Ademir de Menezes, que mantém até hoje a marca de maior goleador do Brasil em uma única Copa do Mundo, com nove gols marcados.

## O Milagre de Berna(1954)

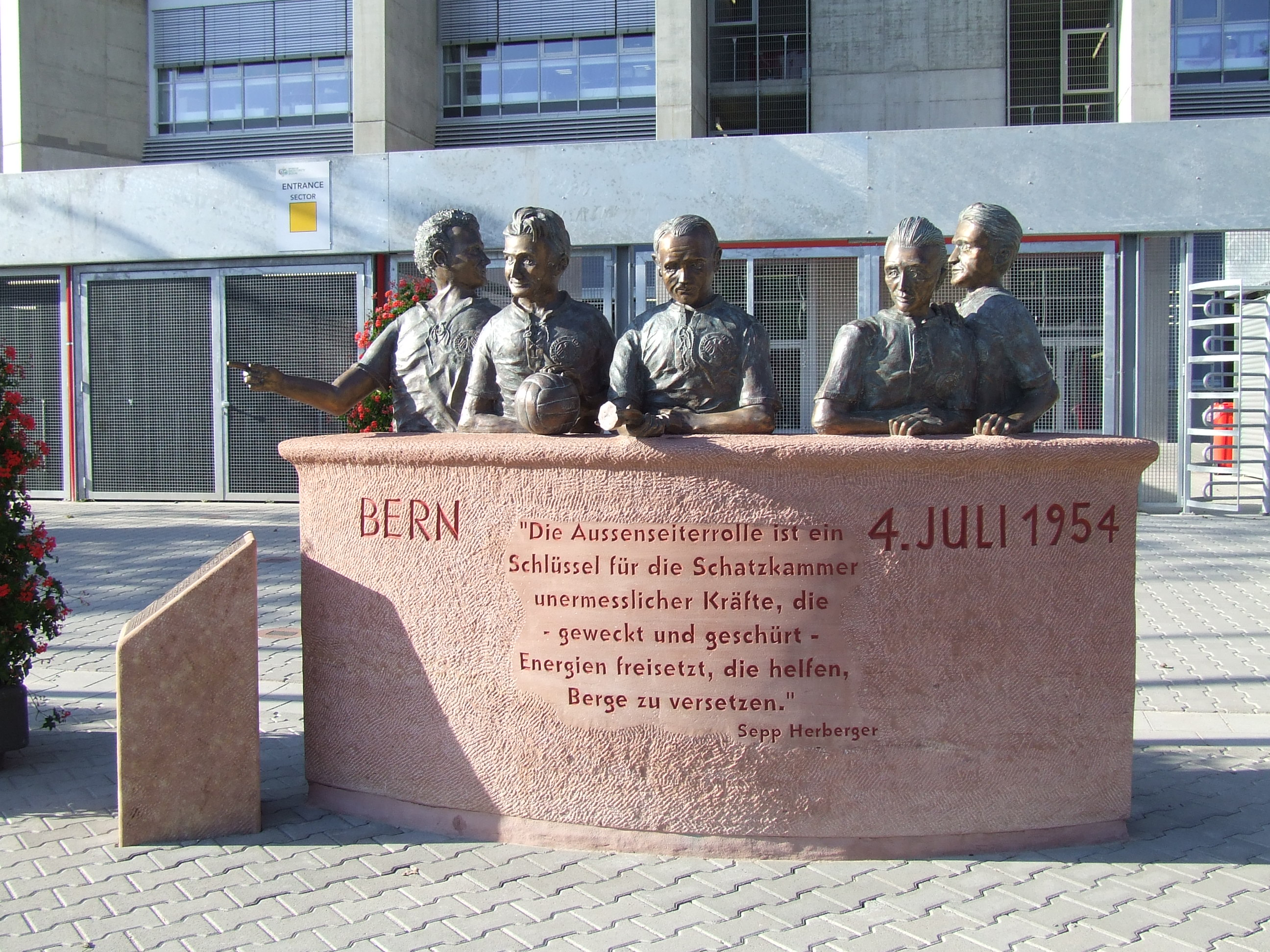
Estátua dos cinco jogadores nascidos no distrito de Kaiserslautern campeões com a Alemanha Ocidental em 1954.

A edição de 1954 do Mundial foi realizada na Suíça. O time da Hungria era o favorito do torneio. Também chamado de O Time de Ouro, a seleção encantou o futebol mundial com seu talento e confirmou seu status de favorita durante os primeiros jogos da competição, vencendo a Coreia do Sul por 9 a 0 e a Alemanha Ocidental por 8 a 3.[carece de fontes?] Apesar da derrota histórica, os alemães ocidentais passaram de fase. Também se classificaram para as quartas de final o Brasil, Uruguai, Inglaterra, Iugoslávia, Áustria e Suíça. O Uruguai, atual campeão, eliminou a Inglaterra por 4 a 2 e pegou a Hungria numa semifinal, já que os húngaros venceram o Brasil, também por 4 a 2, num jogo que terminou com três expulsões. Nas outras partidas, a Alemanha Ocidental derrotou a Iugoslávia por 2 a 0 e a Áustria eliminou a Suíça, dona de casa, por 7 a 5, depois de estar perdendo por 3 a 0. Nas semifinais, a Alemanha Ocidental derrotou a Áustria de goleada por 6 a 1 e a Hungria, favorita da competição, eliminou o Uruguai, atual campeão, por 4 a 2 na prorrogação, pois o jogo nos 90 minutos havia acabado 2 a 2. A decisão aconteceu em 4 de julho de 1954, em Berna. Hungria e Alemanha Ocidental reeditaram o jogo que fizeram na primeira fase, com a Hungria amplamente favorita, já que estava há 4 anos sem perder uma partida. O Time de Ouro começou a final de forma sensacional, com Ferenc Puskás e Zoltán Czibor abrindo o placar aos 6 e aos 8 minutos do primeiro tempo, respectivamente. Era esperada mais uma goleada da seleção húngara, mas a Alemanha Ocidental reagiu imediatamente, com Max Morlock aos 10 e Helmut Rahn aos 18 minutos, empatando o jogo ainda na primeira etapa. Num segundo tempo muito disputado, Helmut Rahn marcou o gol decisivo para os alemães ocidentais, que venceram a final por 3 a 2, num jogo que ficou conhecido como O Milagre de Berna. A competição foi um sucesso, com um total de 943.000 espectadores assistindo o torneio das arquibancadas. Em termos desportivos, o saldo também foi muito bom, uma Copa do Mundo muito ofensiva, com uma média de 5,4 gols por jogo.

## Brasil vitorioso (1958–1962–1970)

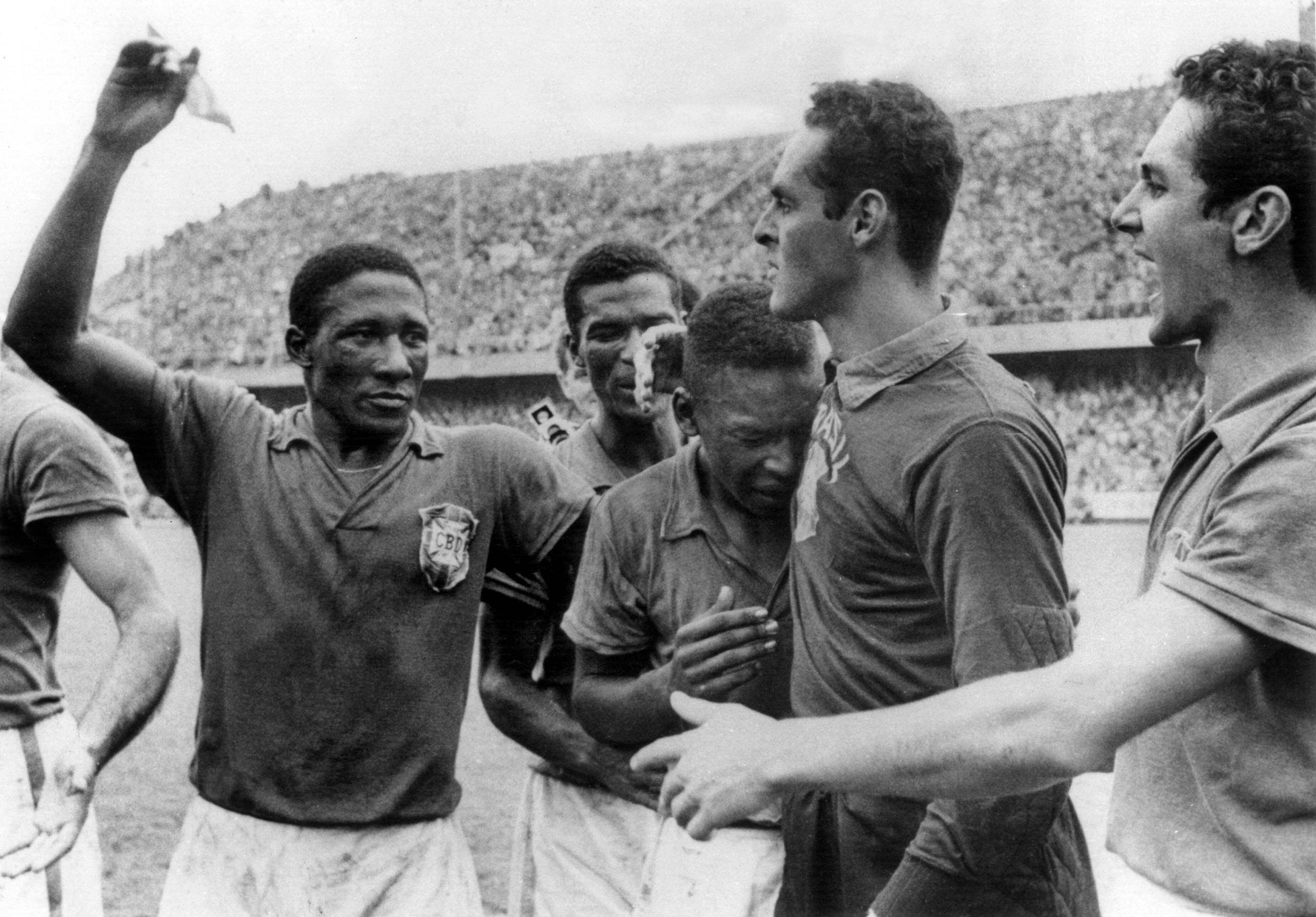
Da esquerda para a direita: Djalma Santos, Pelé e Gilmar após o título do Brasil na Copa de 1958.

A sexta edição da Copa do Mundo, em 1958, foi na Suécia. A União Soviética fez a sua primeira aparição na competição. A edição foi marcada pelos fracassos de Itália e Uruguai, bicampeões mundiais que não conseguiram se classificar para o torneio. Inesperadamente, a equipe da França surpreendeu por seu jogo ofensivo. O progresso dos jogadores franceses parou nas semifinais, quando o Brasil os venceu por 5 a 2, com os três últimos gols marcados pelo jovem Pelé, de apenas 16 anos. Na outra semifinal, a Suécia, em casa, se classificou para a final ao derrotar a atual campeã, a Alemanha Ocidental. Na final da competição, o Brasil saiu perdendo dos donos da casa, mas ganhou por 5 a 2, com dois gols de Vavá, dois de Pelé e um de Zagallo. Com treze gols, o francês Just Fontaine foi o artilheiro da Copa, com o dobro de tentos de Pelé e do alemão ocidental Helmut Rahn, que marcaram seis gols cada.
Quatro anos depois, a Copa do Mundo retornou à América do Sul, agora no Chile. Cinquenta e seis países participaram das eliminatórias. A França, semifinalista na edição anterior, não conseguiu se qualificar. Notou-se uma evolução rápida do jogo para um estilo mais defensivo. O Brasil, atual campeão, chegou na última rodada da primeira fase precisando ao menos empatar com a Espanha para se classificar. A seleção brasileira não contava com Pelé, machucado (após ele se lesionar no jogo contra a Tchecoslováquia, não atuaria mais nessa edição da Copa, mesmo o Brasil jogando mais três jogos), e a espanhola com Alfredo Di Stéfano, também contundido (ele chegou ao Chile machucado e só teria condições de jogo a partir da segunda fase, mas a Espanha foi eliminada e o astro nunca jogou uma partida de Copa do Mundo). A Espanha precisava vencer para se classificar e após fazer 1 a 0 com Adelardo, o árbitro deixou de marcar um pênalti para La Furia e anulou um gol legítimo de bicicleta marcado por Joaquín Peiró, prejudicando os espanhóis. Na sequência da partida, o Brasil venceu a Espanha de virada por 2 a 1, com dois gols de Amarildo, substituto de Pelé. A seleção chilena conseguiu a vaga para as semifinais depois de eliminar a União Soviética nas quartas de final. Mas na semifinal, o Chile não conseguiu segurar o Brasil, que fez 4 a 2 no país sede, com dois gols de Garrincha e Vavá. Na outra semifinal, a Tchecoslováquia de Josef Masopust derrotou a Iugoslávia por 3 a 1. Na decisão, os brasileiros voltaram a enfrentar os tchecos, onde na primeira fase o jogo havia terminado empatado por 0 a 0. Mas na final, apesar da Tchecoslováquia ter aberto o placar com Masopust, o Brasil venceu por 3 a 1 de virada, com gols de Amarildo, Zito e Vavá. Este último tornou-se então o único jogador do planeta a marcar gols em duas finais de Copas seguidas.

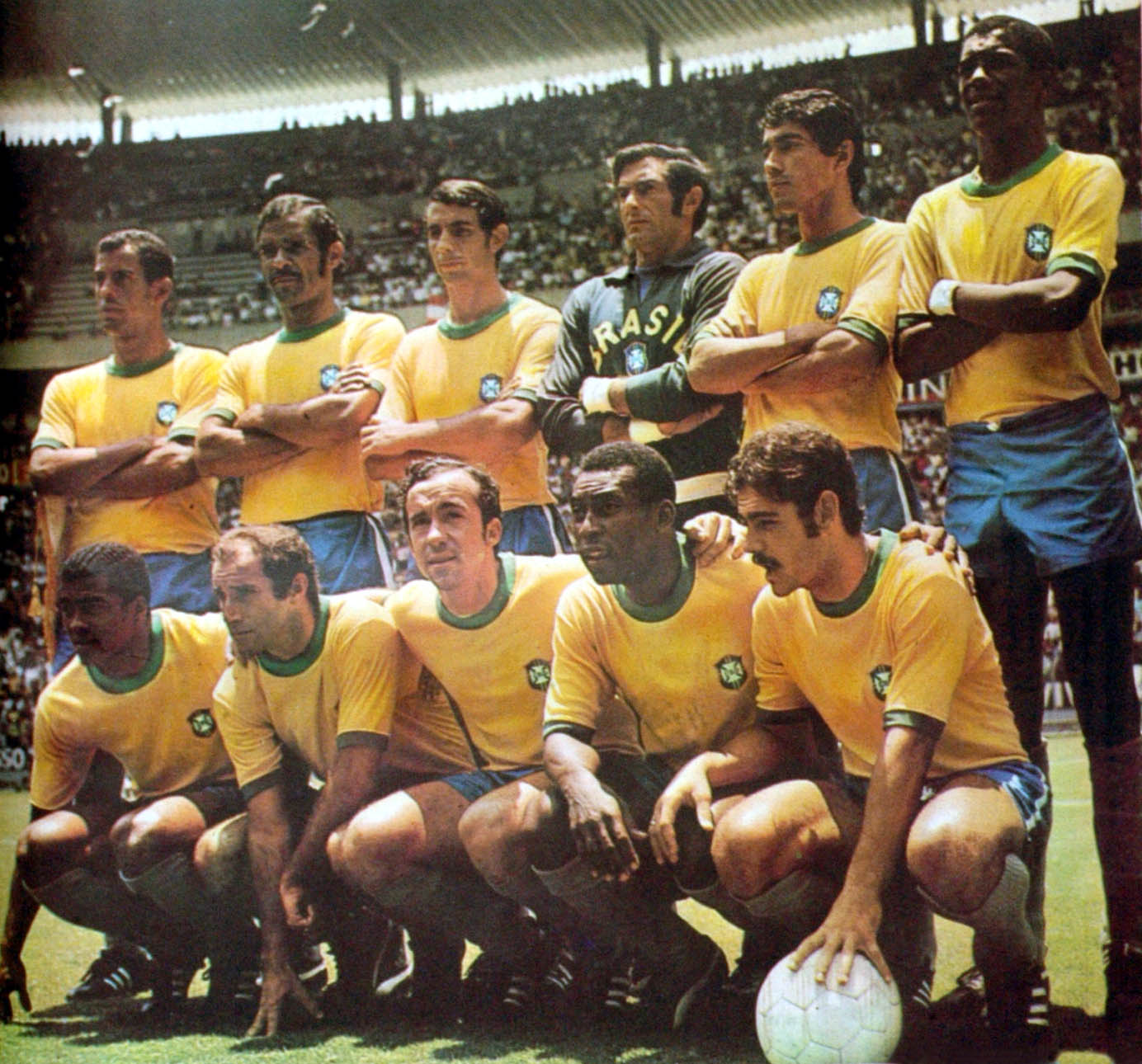
Brasil campeão em 1970.

Após a vitória da Inglaterra em casa em 1966, a nona Copa do Mundo FIFA foi realizada no México, em 1970. Um número recorde de setenta e cinco países participaram das eliminatórias. Seleções como Portugal, Hungria, França, Espanha e Argentina não se qualificaram para a edição. Por outro lado, Israel e Marrocos participaram pela primeira vez da Copa. O confronto entre Alemanha Ocidental e Inglaterra nas quartas de final estava 2 a 0 para os ingleses faltando pouco mais de 20 minutos para acabar o jogo. Mas os alemães ocidentais deram a volta venceram por 3 a 2 na prorrogação, após empatarem o jogo nos 90 minutos. Nas semifinais, a equipe alemã ocidental enfrentou a Itália no Estádio Azteca, construído especialmente para o Mundial. A Itália venceu o jogo por 4 a 3 na prorrogação, após a partida terminar 1 a 1 no tempo normal. O alemão ocidental Franz Beckenbauer permaneceu jogando com o braço em uma tipoia, por conta de uma lesão na clavícula. Na outra semifinal, o Brasil bateu o Uruguai por 3 a 1 de virada. Quando o Uruguai estava vencendo por 1 a 0, o brasileiro Pelé deu uma cotovelada no jogador Dagoberto Fontes (que havia pisado em sua mão no começo do jogo), mas o juiz inverteu a falta, marcando uma infração inexistente de Fontes. Na grande final, os jogadores italianos não seguraram o ataque brasileiro e perderam de goleada, por 4 a 1. Com 10 gols, o atacante alemão ocidental Gerd Müller foi o artilheiro da competição. Nessa Copa, Pelé mais uma vez mostrou seu talento com uma tentativa de fazer um gol 50 metros longe da goleira defendida pelo uruguaio Ladislao Mazurkiewicz. Ele venceu sua terceira Copa do Mundo, tornando-se o único jogador a conquistar tal feito. O Brasil também conquistou seu terceiro título e assim, adquiriu o direito de manter a Taça Jules Rimet em definitivo.

## Vitórias dos países-sede (1966–1974–1978)

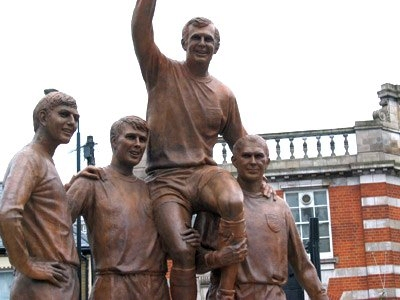
Estátua de quatro jogadores campeões com a Inglaterra no Mundial de 1966.

A Coreia do Norte foi a surpresa da Copa do Mundo de 1966, a ter lugar na Inglaterra. A equipe asiática bateu a Itália na fase de grupos para se qualificar para as quartas de final. Eles rapidamente dominaram Portugal nessa fase, fazendo 3 a 0. No entanto, a reação dos portugueses foi incrível e acabaram vencendo o jogo por 5 a 3, com quatro gols de Eusébio. Em casa, a seleção inglesa teve vantagem, primeiro porque ela jogou todos os jogos no Estádio de Wembley e também porque a arbitragem lhe foi favorável. Nas quartas, o capitão da Argentina, Antonio Rattín, foi excluído da partida aos 35 minutos de jogo contra os donos da casa, deixando sua equipe com dez contra onze, o que acabou pesando, já que a seleção inglesa os venceu por 1 a 0. Na semifinal, a Inglaterra venceu Portugal (que havia eliminado o Brasil, atual campeão, na primeira fase) por 2 a 1 graças a dois gols de Bobby Charlton. Na outra semifinal, a Alemanha Ocidental derrotou a União Soviética por 2 a 1. Na final do torneio, a Inglaterra opôs-se sobre à Alemanha Ocidental. Após empate por 2 a 2 no tempo normal, com os alemães ocidentais conseguindo um gol no último minuto de jogo, a partida foi para a prorrogação. Geoff Hurst, que já havia marcado um gol, fez mais dois (o primeiro irregular, já que a bola não passou a linha do gol) e garantiu a vitória de 4 a 2 para os ingleses. A Inglaterra ganhou sua primeira e única Copa do Mundo.
Após a vitória do Brasil em 1970, a competição teve como sede, quatro anos depois, a Alemanha Ocidental. O Haiti surpreendeu nas eliminatórias ao se qualificar, deixando Estados Unidos e México (que havia sediado a Copa anterior) de fora da competição. A Copa de 1974 também teve a estreia da Austrália na competição. Na primeira fase, a Alemanha Oriental surpreendeu ao vencer a Alemanha Ocidental por 1 a 0, com gol de Jürgen Sparwasser. Apesar da derrota, a Alemanha Ocidental se qualificou para a segunda fase, onde dois grupos de quatro equipes foram formados, com os dois primeiros de cada chave dos quatro grupos da primeira fase. Na segunda fase, os Países Baixos dominaram seu grupo e eliminaram o atual campeão, Brasil, enquanto a Alemanha Ocidental bateu a Polônia por 1 a 0 em um campo inundado para conquistar a vaga para enfrentar os Países Baixos na final. Os neerlandeses, liderados por Johan Cruijff, desenvolveram um lindo futebol, que encantou o mundo, conhecido até hoje como carrossel holandês. No entanto, na grande final do torneio, a dona da casa, a Alemanha Ocidental, ganhou por 2 a 1 de virada contra a poderosa seleção dos Países Baixos. Apesar da derrota de sua equipe na final, Cruijff foi nomeado o melhor jogador da Copa do Mundo de 1974.
A Argentina foi a sede da Copa do Mundo FIFA de 1978. As eliminatórias foram muito difíceis, pois tinham somente 14 vagas para as 97 seleções que as disputavam. A Copa estava evoluindo cada vez mais. Alemanha Ocidental, atual campeã e a seleção argentina, anfitriã, já tinham lugar assegurado. Seleções fortes como Uruguai, Inglaterra, União Soviética e Iugoslávia ficaram de fora do torneio. Por outro lado, Irã e Tunísia faziam sua estreia na competição. O Mundial em 1978 teve o mesmo formato da anterior, disputada na Alemanha Ocidental. Os Países Baixos encantaram o mundo novamente e se classificaram para a final ao serem os primeiros colocados do seu grupo na segunda fase. No outro grupo, a Argentina venceu o Peru num jogo suspeito, onde os argentinos precisavam vencer por quatro gols de diferença para se classificar à final, mas fizeram 6 a 0, deixando o Brasil de fora da final no saldo de gols. Na final, Mario Kempes abriu o placar pouco antes do intervalo. Os Países Baixos dominaram na segunda etapa e Dick Nanninga empatou faltando 8 minutos para acabar o jogo. Por pouco a seleção neerlandesa não vira, acertando uma bola na trave no fim do jogo. A partida acabou 1 a 1 e o campeão teve que ser definido na prorrogação. No tempo extra, Kempes, mais uma vez e Daniel Bertoni, sagraram a conquista do time argentino, que conquistou a Copa do Mundo pela primeira vez. Os Países Baixos perderam sua segunda final de Copa seguida e em ambas as ocasiões para as seleções anfitriãs.

## Terceiro título da Itália (1982)

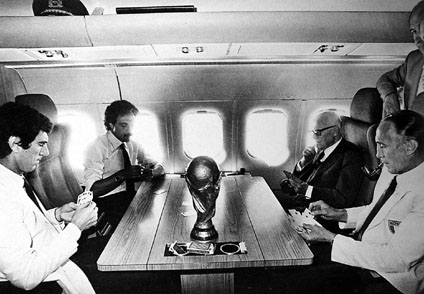
Italianos no avião com o Troféu da Copa após o título de 1982.

A décima segunda Copa do Mundo aconteceu na Espanha, em 1982 e pela primeira vez, 24 equipes participam da competição. A equipe dos Países Baixos, finalista da edição anterior, não passou pelas eliminatórias e ficou de fora do torneio. A primeira fase foi marcada pela vitória histórica da Hungria sobre El Salvador, por 10 a 1.[carece de fontes?] Na primeira fase, também destacou-se a classificação da seleção italiana, empatando todos seus compromissos. Na segunda fase, classificaram-se Polônia, Alemanha Ocidental, Itália e França para as semifinais, com a atual campeã, Argentina, eliminada. Na primeira semifinal, a Polônia, sem Zbigniew Boniek, seu craque suspenso, perdeu para a Itália em dois gols de Paolo Rossi. A outra partida entre França e Alemanha Ocidental terminou empatada por 1 a 1, com destaque para um pênalti violento não marcado pelo árbitro, do goleiro alemão ocidental Harald Schumacher no francês Patrick Battiston, que sofreu concussão cerebral e perdeu dois dentes. Com o empate, a partida foi para a prorrogação, na qual também ficou em igualdade, com os franceses chegando a abrir 3 a 1, mas permitindo a reação dos alemães ocidentais, que conseguiram empatar. Depois do emocionante 3 a 3, o jogo teve que ser decidido na disputa por pênaltis, onde a Alemanha Ocidental venceu por 5 a 4. A final, disputada em Madrid, teve a Itália como campeã, com mais facilidade que o esperado. Abriram 3 a 0 contra os alemães ocidentais, que descontaram com Paul Breitner. Paolo Rossi não só conquistou o título com sua seleção, mas também foi o artilheiro e eleito o melhor jogador do torneio.

## Título argentino e revanche da Alemanha Ocidental (1986–1990)
Inicialmente prevista na Colômbia, a edição de 1986 da Copa do Mundo acontece novamente no México. Como há quatro anos, a França foi derrotada nas semifinais da competição pela Alemanha Ocidental. Os franceses terminaram o torneio em terceiro, depois de bater o Brasil nas quartas de final, em uma partida que foi decidida na disputa por pênaltis. A competição foi marcada pelo encontro entre Argentina e Inglaterra nas quartas de final, onde o capitão argentino Diego Maradona fez um gol com a mão. Quatro minutos após o gol, mais tarde apelidado de la Mano de Dios, Maradona driblou seis jogadores ingleses e o goleiro Peter Shilton para marcar um antológico gol, que futuramente seria eleito como o gol do século. Na semifinal, o craque argentino marcou outros dois na vitória de sua seleção contra a Bélgica, por 2 a 0. Na final, a Argentina venceu a segunda edição da Copa no México, com Jorge Burruchaga marcando aos 43 do segundo tempo contra a Alemanha Ocidental, garantindo a vitória por 3 a 2. Diego Maradona foi eleito o craque da competição, enquanto o inglês Gary Lineker foi o goleador.
A Copa de 1990 foi disputada na Itália, pela segunda vez. A atual campeã Argentina jogou a partida de abertura contra Camarões. A vitória dos camaroneses foi a primeira surpresa do torneio. Camarões, aliás, se tornou a primeira nação africana a se qualificar para as quartas de final da competição, ao bater a Colômbia nas oitavas de final, vencendo o jogo por 2 a 1 na prorrogação, com dois gols de Roger Milla, que tinha 38 anos na época. A seleção dos Camarões jogou de igual para igual também com a da Inglaterra, e após empatar por 2 a 2 no tempo normal foi eliminada da competição ao sofrer o terceiro gol dos ingleses na prorrogação/prolongamento. A então campeã Argentina enfrentou a seleção italiana jogando em Nápoles, cidade onde morava Maradona, pois defendia o clube local onde era ídolo, o Napoli. Os italianos abriram o placar com Salvatore Schillaci. Claudio Caniggia empatou para os argentinos e o jogo foi para a prorrogação, onde persistiu o empate em 1 a 1 e a vaga para a final foi disputada nos pênaltis. O goleiro argentino Sergio Goycochea foi o grande nome da disputa, defendendo as cobranças de Roberto Donadoni e Aldo Serena. Os argentinos venceram por 4 a 3 a disputa por pênaltis. A segunda semifinal também foi decidida nos pênaltis. Alemanha Ocidental e Inglaterra empataram por 1 a 1 no tempo normal e na prorrogação ninguém balançou as redes. Stuart Pearce e Chris Waddle perderam suas cobranças e os alemães ocidentais avançaram à final. Na final, dois jogadores argentinos foram expulsos e a Alemanha Ocidental venceu por 1 a 0, com gol de pênalti de Andreas Brehme, faltando cinco minutos para o final do jogo. Após os alemães ocidentais perderem duas finais seguidas, Lothar Matthäus ergueu o Troféu da Copa do Mundo e eles conquistaram seu terceiro título.

## Fim do futebol arte: predomínio brasileiro e conquista da França (1994–1998–2002)
Após o bom desempenho de Camarões na edição de 1990, a FIFA decidiu oferecer uma terceira vaga para o continente da África. A Copa do Mundo de 1994 ocorreu nos Estados Unidos. 147 países participaram das eliminatórias. Uruguai, Inglaterra, Portugal, França e Dinamarca, atual campeã da Eurocopa, ficaram de fora da competição. O começo da Copa foi marcada pelo resultado positivo no antidoping de Diego Maradona, que acusou uso de drogas. A seleção estadunidense, anfitriã da Copa, foi eliminada nas oitavas de final pelo Brasil. Os brasileiros continuam na competição ao bater os Países Baixos e a Suécia, uma das surpresas do torneio. Também semifinalista no Mundial de 1994, a Bulgária foi outra grata surpresa. A equipe búlgara, de Hristo Stoichkov, foi eliminada nas semifinais pela Itália, que na primeira fase, se classificou apenas como a terceira melhor última qualificada, após uma derrota contra a Irlanda no jogo de abertura. A final, então, foi disputada entre Brasil e Itália no Rose Bowl, em Los Angeles, Califórnia. Ao contrário do resto da competição, bastante ofensiva, com média de 2,7 gols por jogo, a decisão foi fechada, bastante defensiva. No final do tempo regulamentar o resultado terminou 0 a 0, que também não mudou na prorrogação. Foi a primeira final de Copa a ser decidida nos pênaltis. Os dois primeiros cobradores erraram, mas foram as falhas dos italianos Daniele Massaro e Roberto Baggio decisivas para o Brasil conquistar seu tetracampeonato mundial. Nessa edição, Romário foi o grande jogador da seleção brasileira e eleito o melhor do torneio.
A Copa do Mundo de 1998 foi a segunda a ser competida na França, depois da de 1938. O registro das eliminatórias bateu recorde, com uma participação de 174 países listados. Pela primeira vez, a Copa do Mundo FIFA incluiu 32 equipes. O atual campeão, Brasil, alcançou novamente a final da Copa, ao vencer os Países Baixos na disputa por pênaltis nas semifinais. Depois de três vitórias em três jogos no Grupo C, a França se impôs contra o Paraguai, em Lens, com um gol de ouro de Laurent Blanc. Nas quartas de final, os Azuis eliminaram a atual vice-campeã Itália e nas semifinais, a surpresa do torneio, a Croácia, do atacante Davor Šuker, goleador da Copa com seis gols. Na final, os franceses não deram chances ao Brasil e com dois gols de Zinédine Zidane e um de Emmanuel Petit, golearam os brasileiros por 3 a 0 no Stade de France. Essa foi a sexta vez que o evento foi ganho pelo país anfitrião. O atacante brasileiro Ronaldo, de 21 anos, foi eleito o jogador da competição.
Organizado no Japão e na Coreia do Sul, o Mundial de 2002 foi a primeira edição do torneio a ter lugar no continente asiático e possuir dois países anfitriões. O mundo viu o Brasil ganhar pela quinta vez a competição, conquistando o pentacampeonato. O adversário dos brasileiros na final foi a Alemanha, que derrotou a seleção sul-coreana nas semifinais. Ronaldo, decisivo já na semifinal contra a Turquia, marcou duas vezes na final, os dois únicos gols da partida. Ele terminou como artilheiro com oito gols, mas o goleiro alemão Oliver Kahn foi eleito o melhor jogador da Copa do Mundo. A Coreia do Sul, um dos países sede, liderada pelo treinador neerlandês Guus Hiddink, foi a surpresa da edição. Depois de bater Portugal na fase de grupos, derrotou a Itália nas oitavas de final com um gol de ouro de Ahn Jung-Hwan e, beneficiada pela arbitragem, que anulou dois gols regulares, também eliminou a Espanha nas quartas, na disputa por pênaltis. A França, atual campeã, foi eliminada na primeira fase do torneio sem fazer nenhum gol, num grupo onde dois campeões mundiais foram eliminados, já que o Uruguai, que estava nesse grupo, também acabou deixando a Copa na primeira fase. A Argentina, outra seleção campeã do mundo, também foi eliminada na fase de grupos, juntando-se à França como as grandes decepções da primeira Copa do Mundo do século XXI.

## Início do futebol coletivo-tático: hegemonia europeia (2006–presente)
A Copa do Mundo de 2006 foi disputada na Alemanha, pela segunda vez. Em casa, a seleção alemã chegou às semifinais e teve o goleador da competição, Miroslav Klose, com cinco gols marcados. Os alemães foram eliminados nas semifinais pela Itália, futura vencedora do torneio. Na outra semifinal, a França enfrentou Portugal. Depois de uma primeira fase difícil, onde os franceses obtiveram a classificação no último jogo, eles passaram por Espanha e Brasil nas oitavas e quartas de final, respectivamente. Portugal, por sua vez, eliminou os Países Baixos e depois a Inglaterra, na disputa por pênaltis. Os portugueses, treinados pelo brasileiro Luiz Felipe Scolari, atual campeão da Copa do Mundo, que venceu a edição anterior no comando da seleção brasileira, não conseguiram bater a França de Zinédine Zidane, que decretou a vitória de sua seleção por 1 a 0, com um gol do atacante Henry. Na grande final, franceses e italianos começaram fazendo logo dois gols em menos de 20 minutos de jogo. Zidane fez de pênalti para a França aos 5 minutos e Marco Materazzi empatou com um gol de cabeça para a seleção italiana, aos 19. Após os dois gols, o jogo terminou 1 a 1 no tempo regulamentar. Na prorrogação, também o placar persistiu empatado, e o que mais chamou a atenção foi a cabeçada que Zidane, eleito o melhor jogador da Copa, deu em Materazzi. O craque francês acabou sendo expulso. Assim, o Mundial mais uma vez foi decidido nos pênaltis, pela segunda vez em sua história e pela segunda vez com a participação da Itália, assim como em 1994. Na disputa de pênaltis, os italianos fizeram todas as suas cobranças. A França desperdiçou sua única cobrança com David Trezeguet, atacante que entrou na prorrogação e bateu o pênalti no travessão do goleiro Gianluigi Buffon. Ao contrário da Copa nos Estados Unidos, agora os italianos venceram a disputa de pênaltis e conquistaram sua quarta Copa do Mundo.

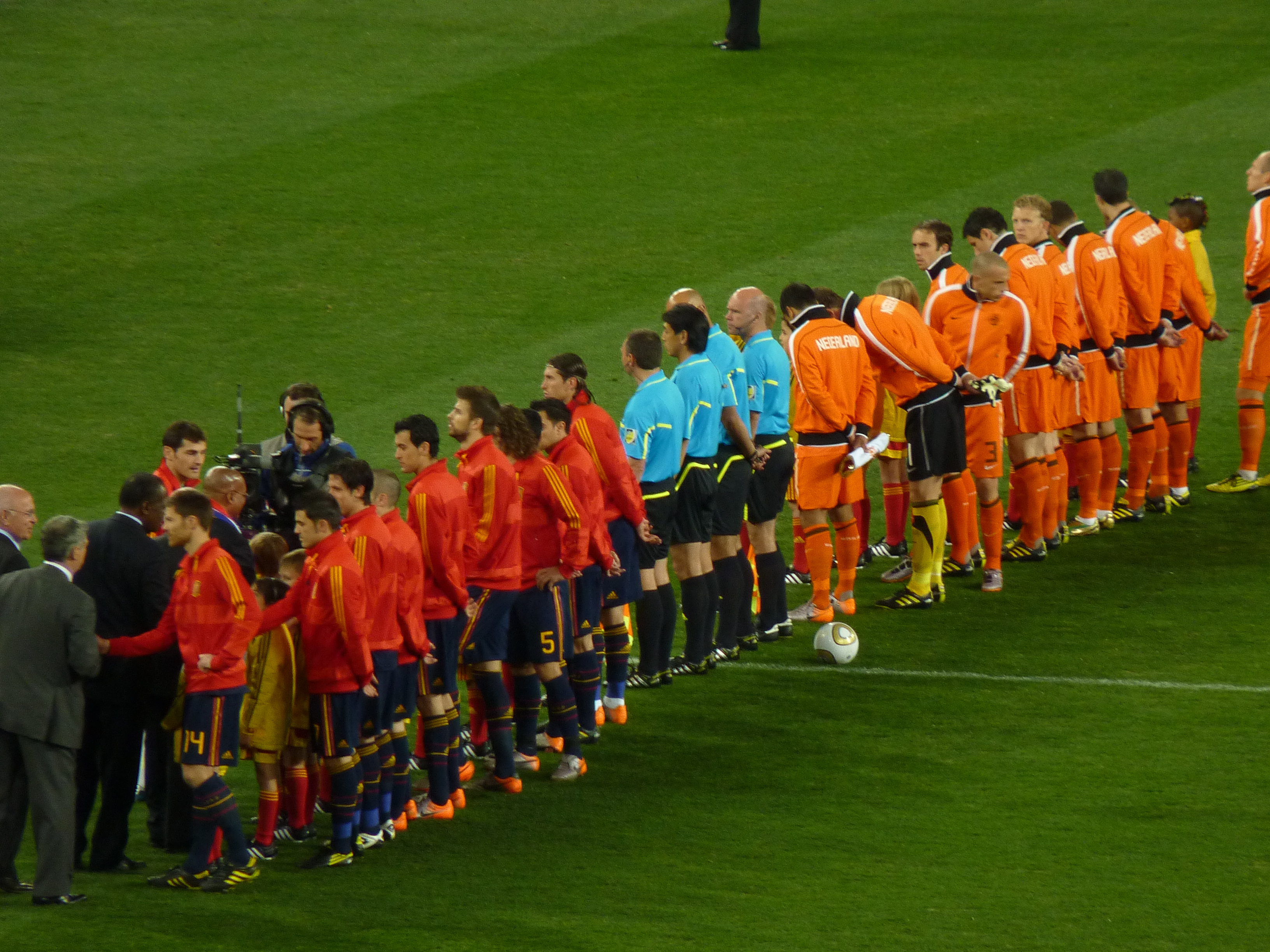
Espanha e Países Baixos antes da final da Copa de 2010.

O Mundial teve lugar pela primeira vez no continente africano em 2010, no país da África do Sul. Todos os vencedores anteriores das Copas estiveram presentes. A primeira fase foi marcada por várias surpresas, como a eliminação de Itália e França, que haviam feito a final da edição anterior. A seleção sul-africana foi também a primeira equipe anfitriã da história da competição a não passar pela primeira fase. O Uruguai chegou às semifinais da Copa do Mundo depois 40 anos, após bater Gana nos pênaltis. O país africano foi o único do continente a estar nas oitavas de final e também foi o terceiro da história a disputar as quartas de final do torneio. Por muito pouco, eles não conseguiram o acesso às semifinais, já que no último minuto da prorrogação, Luis Suárez fez pênalti ao impedir um gol de Gana com a mão e foi expulso. Na penalidade, Asamoah Gyan acertou o travessão. Na semifinal contra os Países Baixos, a seleção uruguaia foi derrotada por 3 a 2 e os neerlandeses chegaram a uma final de Copa do Mundo depois de 32 anos. Na outra semifinal, enfrentaram-se Espanha e Alemanha, que haviam perdido na primeira fase para Suíça e Sérvia, respectivamente. Os espanhóis venceram a Alemanha por 1 a 0 e se classificaram pela primeira vez a uma final de Copa do Mundo. Pela segunda vez seguida, a decisão do torneio foi disputada entre dois países da Europa, já garantindo a primeira conquista de uma Copa para uma seleção europeia fora do seu continente. Após um jogo bastante truncado, com quatorze cartões amarelos (o neerlandês John Heitinga recebeu o segundo amarelo antes de ser expulso) e um vermelho, a Espanha venceu os Países Baixos aos 11 minutos do segundo tempo da prorrogação por 1 a 0, com um gol de Andrés Iniesta. Essa foi a partida com o maior número de cartões da história dos Mundiais. O uruguaio Diego Forlán foi eleito o melhor jogador da Copa e também foi artilheiro do torneio com cinco gols, ao lado do espanhol David Villa, do alemão Thomas Müller e do neerlandês Wesley Sneijder.

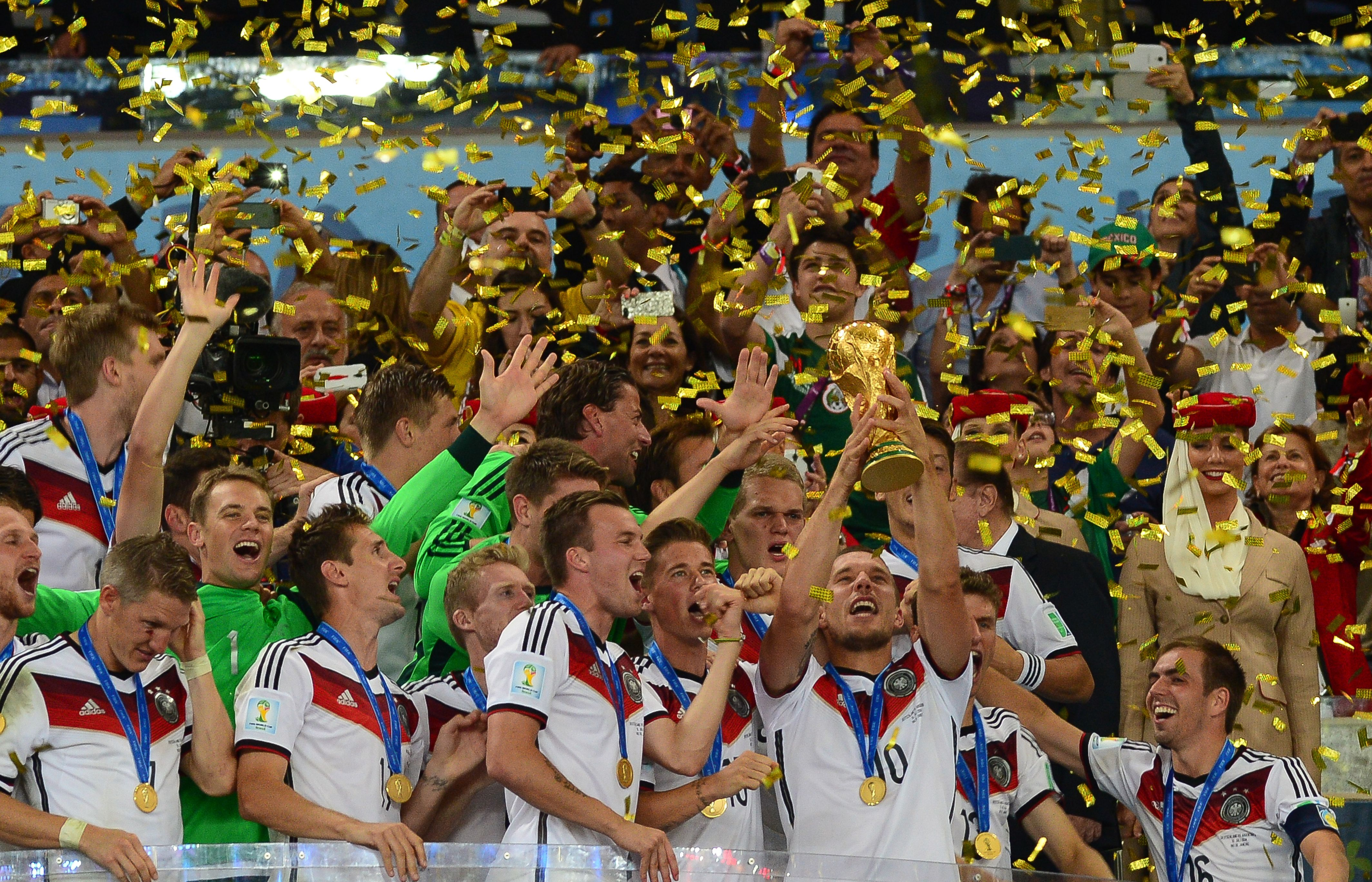
Jogadores da Seleção Alemã de Futebol comemorando o quarto título da equipe em uma Copa do Mundo.

A Copa do Mundo de 2014 no Brasil foi um enorme sucesso, ficando conhecida como a Copa das Copas. Logo na fase de grupos, muitos gols, viradas incríveis e várias surpresas, as positivas, como a Costa Rica, que caiu no grupo da morte com três campeões mundiais Uruguai, Itália e a Inglaterra, e terminou como primeiro do grupo eliminando as duas últimas. Outra surpresa, só que negativa, foi a Espanha, que foi eliminada ainda na fase de grupos. Pela primeira vez na história, mais de uma seleção africana avançou às oitavas de final, sendo responsáveis pelo feito as seleções da Nigéria e da Argélia. Na fase seguinte, a Costa Rica vence a Grécia nos pênaltis e é a primeira seleção da América Central a ir às quartas de uma Copa. O goleiro dos Estados Unidos, Tim Howard bateu o recorde de 16 defesas em um só jogo, na derrota por 2 a 1 para a Bélgica. Já nas quartas, o Brasil, venceu a Colômbia, mas perdeu o jogador Neymar, após uma entrada perigosa do jogador colombiano Juan Camilo Zúñiga nas costas do brasileiro, sendo o fim da copa para o mesmo. Na partida entre Costa Rica e Países Baixos o técnico neerlandês Louis van Gaal, vendo que a partida iria aos pênaltis, surpreendeu o mundo ao substituir o goleiro titular Jasper Cillessen, pelo terceiro goleiro Tim Krul, o que deu certo e os Países Baixos avançaram às semifinais. Nas semifinais o Brasil, acabou perdendo nas semifinais por 7 a 1 para a Alemanha, sendo a maior derrota brasileira em toda a história das copas, essa partida ficou conhecida como Mineiraço, nome que também teve inspiração no Maracanaço. Na disputa pela terceira colocação contra os Países Baixos, novamente, acaba perdendo pelo placar de 3 a 0 e encerra a competição na quarta colocação. A grande campeã foi a Alemanha, que venceu a decisão do título mundial contra a Argentina no Maracanã e se tornou a campeã da Copa do Mundo FIFA 2014. Um duelo de gigantes que já haviam decidido outras duas Copas. Em 1986, os argentinos triunfaram, e em 1990 foi a vez dos alemães comemorarem. A vitória veio aos sete minutos do fim da prorrogação, Mario Götze recebeu na área, matou no peito, e abriu o placar para a Alemanha. O gol valeu o tetracampeonato para os europeus. Mario Götze entrou no final do segundo tempo, no lugar do atacante Miroslav Klose. Em um duelo equilibrado, os europeus impuseram o seu estilo de jogo desde o início, diante da forte defesa montada pelo técnico Alejandro Sabella, e precisaram de 112 minutos para confirmar o favoritismo. Depois de um duelo aguerrido e sem gols durante 90 minutos, a Alemanha buscou o gol salvador aos 7 minutos do segundo tempo da prorrogação.
A Copa do Mundo de 2018 foi a primeira realizada no Leste Europeu, a décima primeira realizada na Europa, depois da Alemanha ter sediado o torneio pela última vez no continente em 2006, e a primeira vez que o torneio é realizado em 2 continentes distintos (Europa e Ásia), uma vez que dos 12 estádios, 11 ficam na Rússia Europeia, e 1 na parte Asiática. As seleções da Bélgica, Croácia, França e Inglaterra classificaram-se à fase semifinal, garantindo mais um campeão europeu, mantendo a hegemonia do continente na competição. A França derrotou a Bélgica e a Croácia derrotou a Inglaterra, surpreendentemente chegando em uma final de copa. A França conquistou o segundo título, ganhando da Croácia por 4x2. Nessa edição se implementou o auxílio tecnológico do árbitro de vídeo (VAR). Com ajuda do VAR, a Copa do Mundo de 2018 bateu o recorde de maior número de pênaltis marcados em uma edição do torneio, com 29 infrações apontadas pela arbitragem em 64 jogos. 
A Copa do Mundo de 2022 foi a primeira realizada no Oriente Médio, e foi a última a ter o formato de 32 equipes. Acusações de corrupção foram feitas após o Catar ganhar o direito de sediar o campeonato. O Catar sofreu críticas sobre as condições dos trabalhadores dos novos estádios para a competição, sendo que a Anistia Internacional referiu-se como trabalho escravo a situação dos trabalhadores que sofriam abusos de direitos humanos, violando diversas regras da instituição. Dentro de campo, A seleção de Marrocos acabou sendo a grande surpresa dessa Copa, uma vez que avançou no mata-mata, a primeira vez que uma seleção africana alcançou uma semifinal da Copa do Mundo, além de conquistar a quarta posição, sendo também o melhor resultado do continente. Em uma disputa nos pênaltis, a Argentina derrotou a França, e conquistou seu terceiro título em uma final considerada uma das melhores de todos os tempos, quebrando um jejum de 36 anos sem ganhar uma Copa do Mundo, além de encerrar uma sequência de vitórias de times europeus imposta desde 2006. A edição ficou marcada pelos acréscimos longos. Nos 64 jogos disputados, o total de acréscimos concedidos foi de 15 horas e 39 minutos. Mais de sete jogos completos. Algumas partidas tiveram mais de dez minutos de acréscimos. A Fifa admitiu que orientou seus árbitros a concederem longos tempos de recuperação. Até 2022, os tempos de recuperação raramente excediam 5 minutos por jogo.